# 베이스볼 챌린지 리그
베이스볼 챌린지 리그(ベースボール・チャレンジ・リーグ, BC 리그)는 2007년부터 호쿠리쿠 지방, 신에쓰 지방 5현과 간토 지방 1현을 중심으로 한 일본프로야구의 독립 리그이다. 창설 당시의 명칭은 호쿠신에쓰 베이스볼 챌린지 리그(北信越ベースボール・チャレンジ・リーグ)였었고, 4개 구단이 창단되어서 2007년부터 시작됐다. 2008년부터 2개 구단이 신규 가입함에 따라 현재의 명칭으로 변경되었고, 현재 6개팀 2지구제로 운영되고 있다.

## 참가팀

### 조신에쓰지구
- 니가타 알비렉스 베이스볼 클럽(新潟アルビレックス・ベースボール・クラブ) (2007 ~ )
- 시나노 그랜드세로우스(信濃グランセローズ) (2007 ~ )
- 군마 다이아몬드 페가수스(群馬ダイヤモンドペガサス) (2008 ~ )

### 호쿠리쿠지구
- 도야마 GRN 선더버즈(富山GRNサンダーバーズ) (2007 ~ )
- 이시카와 밀리언 스타스(石川ミリオンスターズ) (2007 ~ )
- 후쿠이 미라클 엘리펀츠(福井ミラクルエレファンツ) (2008 ~ )